# 穆拉德四世
穆拉德四世（1612年7月27日—1640年2月8日）鄂圖曼帝國的一位蘇丹，1623年至1640年在位，他以恢復國家權勢及殘忍好殺見稱，宣稱有權每天殺死十個無辜的人。穆拉德四世出生於伊斯坦堡，是艾哈邁德一世及希臘人蘇丹皇太后柯塞姆蘇丹的兒子。他在宮內密謀下登基，繼承患有精神病的叔叔穆斯塔法一世。他登基時年僅十一歲。

## 早年統治
在他初登位時，穆拉德四世受到家人的控制，他的母親柯塞姆蘇丹臨朝稱制。帝國在這時處於無政府狀態。波斯人乘機入侵伊拉克，安那托利亞北部爆發騷亂。1631年，土耳其禁衛軍闖入皇宮大開殺戒，大維奇爾亦被殺。穆拉德四世恐怕會重蹈異母長兄奧斯曼二世的覆轍，於是決定掌權。

## 專制統治及政策
在穆拉德四世的前任以及他母親的執政期中，帝國出現了諸如菸酒氾濫、犯罪頻發等腐敗現象。他親政後對此頒布了各式新規，例如在伊斯坦堡嚴禁酒精、煙草及咖啡等嗜好品的出現，違反禁令者會將被處死。穆拉德四世會在晚上便裝巡查街道及客棧，檢查禁令實施的情況。當他看到任何人喝酒或吸烟，蘇丹會當場將違反禁令者殺死。

## 軍事成就
在軍事上，穆拉德四世在位時對波斯人發動戰爭，入侵阿塞拜疆，攻佔埃里溫、大不里士及哈馬丹，並且在1638年重奪巴格達。穆拉德四世說過一句經典的名言：「我認為攻佔巴格達比巴格達本身更為美妙。」
在戰事後期，穆拉德四世親率軍隊作戰，包括对兩河流域的最后袭击，他是一位出色的軍事家，亦是最後一位在戰場上發號施令的鄂圖曼帝國蘇丹。在对伊朗作戰期間，他制壓了安那托利亞的叛亂，恢復國家秩序，因此，當地許多的地名都以他為名。
1639年5月，戰事以佐哈布條約的簽訂作總結，兩河流域劃歸鄂圖曼帝國。穆拉德四世返回伊斯坦堡後命大臣開展經濟及政治的項目，試圖再次振興鄂圖曼帝國，但他的早逝未能使他實現這個理想。

## 武藝
穆拉德四世身材高大強壯，是當時其中一位令人聞風喪膽的戰士。他也是最後一位帶領軍隊衝鋒陷陣的蘇丹。穆拉德四世的力量驚人，在愛維亞·瑟勒比（Evliya Çelebi）的遊記裡提到，穆拉德四世的摔角技術爐火純青，能同時與多個對手周旋。他最愛用的武器是一把釘頭鎚，重達六十公斤，穆拉德四世能以單臂揮舞自如。他亦愛用長弓及一柄重達五十公斤的雙手闊刃劍。他的武器在伊斯坦堡托卡比皇宮公開展覽，保存完好。

## 逝世
穆拉德四世在1640年死於肝硬化，終年28歲。他在臨終前下令殺死弟弟易卜拉欣一世，這本來意味著鄂圖曼皇室後繼血統的斷裂，但命令最終沒有被執行。穆拉德四世可能認為易卜拉欣的神智失常，不適合接位蘇丹，才下達了這一項命令。

### 註腳
1. ↑  William Darrach Halsey、Emanuel Friedman. . Macmillan Educational Co. 1984年: 第706頁 （英语）.
2. ↑  André Clot、Matthew Reisz. . Saqi. 2005年: 第310頁. ISBN 0863565107 （英语）.
3. ↑  袁騰飛 <沒人敢說的戰爭史 袁騰飛犀利話一戰> P308
4. ↑  William Edward David Allen、H. Conyers Surtees. . J. Murray. 1920年: 第64頁 （英语）.
5. ↑  Halil İnalcık、Suraiya Faroqhi、Donald Quataert、Bruce McGowan、Sevket Pamuk. . Cambridge University Press. 1997年: 第414頁. ISBN 0521574552 （英语）.
6. ↑  William Edward David Allen、H. Conyers Surtees. . J. Murray. 1920年: 第64頁 （英语）.
7. ↑  Icon Group International, Inc. . Icon Group International, Inc. 2008年: 第424頁. ISBN 0546665357 （英语）.
8. ↑  L. S. Stavrianos、Traian Stoianovich. . C. Hurst & Co. Publishers. 2000年: 第163頁. ISBN 1850655510 （英语）.
9. ↑  Zvi Yehuda Hershlag. . Brill Archive. 1980年: 第55頁. ISBN 9004060618 （英语）.
10. ↑  Hopkins, Kate. . 2006-03-24  [2006-09-12]. （原始内容存档于2006-10-18）.
11. ↑  Robert L. Wade. . 第3－4卷. Bradbury, Soden and Co. 1846年: 第11頁 （英语）.
12. ↑  Akın Alıcı. . Epsilon. 2004年. ISBN 9753316089 （土耳其语）.
13. ↑  Harry S. Ashmore. . 第15卷. Encyclopædia Britannica. 1962年: 第969頁 （英语）.
14. ↑  Edmund Ghareeb、Beth Dougherty. . Scarecrow Press. 2004年: 第252頁. ISBN 0810843307 （英语）.
15. 1 2  Maurice Ashley. . Prentice-Hall. 1973年: 第29頁. ISBN 0133900703 （英语）.
16. ↑  Robert Dankoff. . BRILL. 2004年. ISBN 9004137157 （英语）.
17. ↑  Nagendra Kr Singh、Nagendra Kumar Singh. . Anmol Publications PVT. LTD. 2000年: 第32頁. ISBN 8126104031 （英语）.

| 穆拉德四世 奥斯曼王朝出生于：1612年6月16日逝世於：1640年2月9日 | 穆拉德四世 奥斯曼王朝出生于：1612年6月16日逝世於：1640年2月9日 | 穆拉德四世 奥斯曼王朝出生于：1612年6月16日逝世於：1640年2月9日 |
| 統治者頭銜                                                     | 統治者頭銜                                                     | 統治者頭銜                                                     |
| 伊斯蘭教遜尼派頭銜                                             | 伊斯蘭教遜尼派頭銜                                             | 伊斯蘭教遜尼派頭銜                                             |
| -------------------------------------------------------------- | -------------------------------------------------------------- | -------------------------------------------------------------- |
| 前任者： 穆斯塔法一世                                          | 鄂圖曼帝國第十七代蘇丹 伊斯蘭教第八十一代哈里發 1623年－1640年 | 繼任者： 易卜拉欣一世                                          |